# Leptictis
Leptictis és un gènere extint de mamífers euteris de la família dels leptíctids. Visqué a Europa i Nord-amèrica entre l'Eocè superior i l'Oligocè superior. Era un parent llunyà de Leptictidium, un gènere molt més conegut. Se n'han trobat restes fòssils a les formacions del White River (Wyoming) i de Collegats (Catalunya). L'esquelet de L. dakotensis, incloent-hi la fusió de la tíbia i el peroné a la major part de la seva extensió, les potes anteriors curtes i les posteriors molt llargues i la flexibilitat de la seva regió lumbar, suggereix que era un animal corredor que ocasionalment es movia saltant. Fou l'últim leptíctide conegut de Nord-amèrica. Pesava entre 700 i 1.000 g.